# Domschat van Münster
De Domschat van Münster is een verzameling van kerkelijke voorwerpen uit de geschiedenis van de Dom van Münster. De verzameling is een van de belangrijkste en best bewaarde kerkschatten van Europa. De Domschat wordt tentoongesteld in een speciaal ingerichte schatkamer in de nieuwbouw aan de noordzijde van de Dom in het centrum van Münster. Er zijn meer dan 700 voorwerpen daterend van de Karolingische periode (rond het jaar 800) tot en met de twintigste eeuw.

## Inhoud van de kerkschat
De kern van de collectie wordt gevormd door een verzameling van ongeveer vijftig relieken in kostbare houders uit de middeleeuwen. Deze relieken stonden vroeger op het hoogaltaar. Een van de meest belangwekkende reliekhouders stamt uit 1050 en bevat een reliek van het hoofd van de heilige Paulus. Deze volledig gouden kop is niet alleen de oudste houder uit de schatkamer, maar ook de oudste gouden hoofdreliekhouder ter wereld. Een meesterwerk uit de Romaanse edelsmeedkunst is een kruisreliek dat dateert van rond 1090. Deze is versierd met edelstenen, parels en filigraan. Een fijn uitgevoerde kokosnootreliekhouder met een bekroning Iraanse bergkristallen lam is wereldwijd eveneens het oudst bewaarde exemplaar in zijn soort.
In de kelders van de schatkamer worden kostbare liturgische gewaden en voorwerpen gepresenteerd. De belangrijkste voorwerpen behelzen middeleeuwse en barokke gewaden. Van bijzonder belang zijn twee kazuifels uit de veertiende eeuw en twee laatmiddeleeuwse dalmatieken met bijbehorende koorkap gemaakt van Italiaanse fluweel en goudbrokaat en versierd met borduurwerk uit een Zuid-Nederlands atelier. Andere belangrijke textilia zijn gewaden in kostbare zijde en goudbrokaat uit de zeventiende en achttiende eeuw, die werden gemaakt in Italiaanse, Oostenrijkse en Franse ateliers. Hieronder bevinden zich goudbrokaten kazuifels van koningin Maria Theresia.

## Geschiedenis van de schat
Ondanks de ouderdom van de verzameling is de kerkschat bijzonder compleet bewaard gebleven. In 1527 is door een brand de collectie handschriften verloren gegaan. Zowel de abrupte invoering van het anabaptisme in 1534-1535 als de Tweede Wereldoorlog ging in Münster met plunderingen en vernielingen gepaard, maar in beide gevallen bleef dit de Domschat bespaard. Enkel in de napoleontische tijd zijn er barokke schatten via Maagdenburg naar Parijs gebracht, waar er een aantal objecten is omgesmolten.

## Overig
De Domkamer wordt vanaf 2018 grootscheeps verbouwd. In 2019 waren de middeleeuwse topstukken uit de schat te zien in Museum Catharijneconvent in Utrecht.